# Марко Маринковић Мапаш
Марко Маринковић Мапаш (Чачак, 10. мај 1994. – 4. новембар 2018) био је српски песник и рок музичар, певач и фронтмен рок групе Друм.

## Младост и образовање
Рођен је 10. маја 1994. године у Чачку као треће и најмлађе дете Добринке Маринковић и
музичара Томислава Маринковића. Већи део детињства и младости провео је у селу
Пилатовићи, недалеко од Пожеге. Основну школу похађа у Пожеги, где упознаје пријатеље са
којима ће касније основати музичку групу. 2013. завршава друштвено - језички смер Гимназије „Свети Сава" у Пожеги након које се опредељује за студијски програм за образовање
васпитача и уписује студије на Учитељском факултету Универзитета у Београду. Са свим
положеним испитима, до дипломе га дели само стручна пракса.
У веома раном периоду свога развоја, показује склоност ка писању поезије и музике. Касније
наставља да негује своја интересовања у различитим областима уметности и спорта, нарочито
кошарке. Од ране младости свира гитару и клавијатуре.

## Стваралаштво
Током средње школе као члан гимназијског хора и школског бенда, наступа на свечаностима и
многобројним школским дешавањима. У исто време посвећено пева и у црквеном хору.
Са пријатељима из средње школе 2009. године формира рок групу Друм, као певач и
фронтмен, у којој започиње своје музичко стваралаштво кроз писање текстова и компоновање
музике. Са бендом наступа на концертима и многим фестивалима и такмичењима, а студијски
рад бива овековечен са два објављена сингла (Изнад неба (2014) и Живот (2017)) и једним
албумом (Друм(2021)). Музички стил групе у више наврата описује као шумадијско-
византијски рокенрол.

Живот је кратак, а ноћ је дуга.
Нек вечно душом влада мир нек спава туга
Јер живот је кратак ал ноћ је дуга 
Радујмо се, весели друг до друга

Марко Маринковић Мапаш, део песме „Живот“
Паралелно са радом у Друм-у, наступа са породичним бендом и одржава самосталне акустичне
свирке.
Активно волонтира при Канцеларији за младе Пожега у оквиру које учествује у бројним
пројектима.
Учествује у креирању и вођењу радијске емисије Доктор Ум на радију Пожега, заједно са
пријатељима.
У периоду 2012. до 2017. године у сарадњи са пријатељем и уметником Срђаном Стевановићем Канцеларом учествује у стварању и снимању песама, међу којима су најзапаженије „Паразит
(Канцелар, Друм и Самостални Референти)“ (2013) и Моја Пожега (Химна града) (2014). 
Њих двојица оснивају састав Будвански дураци 2017. године и објављују сингл Доста ми је
Будве (2017).
Године 2017. постаје члан групе Мрачни Мол  у којој изводи један део репертоара групе Смак.
Поред писања текстова и компоновања за матични бенд, упоредо самостално ствара бројне
песме и музичке композиције, за децу и одрасле, међу којима је и музика на текстове песама
Учини ми љубав Матије Бећковића, Нека сунца Бранка Радичевића, Плави жакет Душка Радовића. У својим песмама највише слави живот, пева о лепоти живота, љубави према
људима и Богу, али и смрти.

## Студентски активизам
У току студија небројено пута наступа јавно не само као препознатљив вокал, већ и као
запажени перформер.
Кроз факултетске вежбе и активности, али и самоиницијативно, на разним фестивалима,
одржава часове и перформансе за децу предшколског узраста.
На фестивалу Арлемм 2016. године полазник је студија за духовно појање код професорке
Дивне Љубојевић.
На другој години студија досељава се у студентски дом Студентски град, који убрзо доживљава као свој дом и где проналази инспирацију за стварање више песама, међу којима је и Ода Студењаку, која касније постаје химна Студентског града. Постаје члан перкусионистичке групе Ритам Студентског града у оквиру које повремено наступа.
Активно учествује у програмима Дома културе Студентски град, на којима више пута изводи своју композицију Ода Студењаку.
Са својим бендом Друм, често наступа на летњој сцени Дома културе Студентски град.
Нарочито се истиче у залагању да не дође до најављеног гашења те установе .
Крајем студија започиње рад на писању сценарија за мјузикл инспирисан животом у Студењаку.
Октобра 2018. одлази на едукативну студентску размену у Шпанији током које несрећним случајем умире.

## Наслеђе
За собом је оставио  песме, музичке композиције, као и започет сценарио за мјузикл.
2018. Београдски бенд IrieFM посвећује му свој албум Путеви.
2019. године покренута је иницијатива од стране музичког уредника Дома културе Студентски
град и Маркових пријатеља да отворена сцена ДКСГ, чувене Клупице у Студентском Граду
добију његово име. Иницијативу је подржало више од хиљаду студената , бројни професори Учитељског факултета, Студентски парламент, као и бројни истакнути уметници међу којима су
и Дивна Љубојевић, Рале Дамјановић, Милан Ружић . Предлог је усвојен маја 2019. године .
На свечаности поводом 45 година од оснивања Дома културе Студентски град, Марку је
постхумно уручена захвалница за његов посебан допринос раду те установе .
Године 2020.основано је Удружење грађана „Марко Маринковић Мапаш“ хуманитарног карактера, са циљем очувања успомене на Марка.
Маја 2021. у сећање на Марка, скулптура облика гитаре академског вајара Славета Ајтоског биће постављена непосредно поред Маркових клупица, што ће уједно бити и прва скулптура на локацији Студентског Града.

## Дискографија
- Сингл Изнад неба (2014)
- Сингл Живот (2017)
- Друм (2022)

## Филмографија
- Друм/The road (2011, Tristan Daws, Велика Британија) – документарни филм приказан на међународном филмском кампу Интеракција у Пожеги.[9]